# Flurname

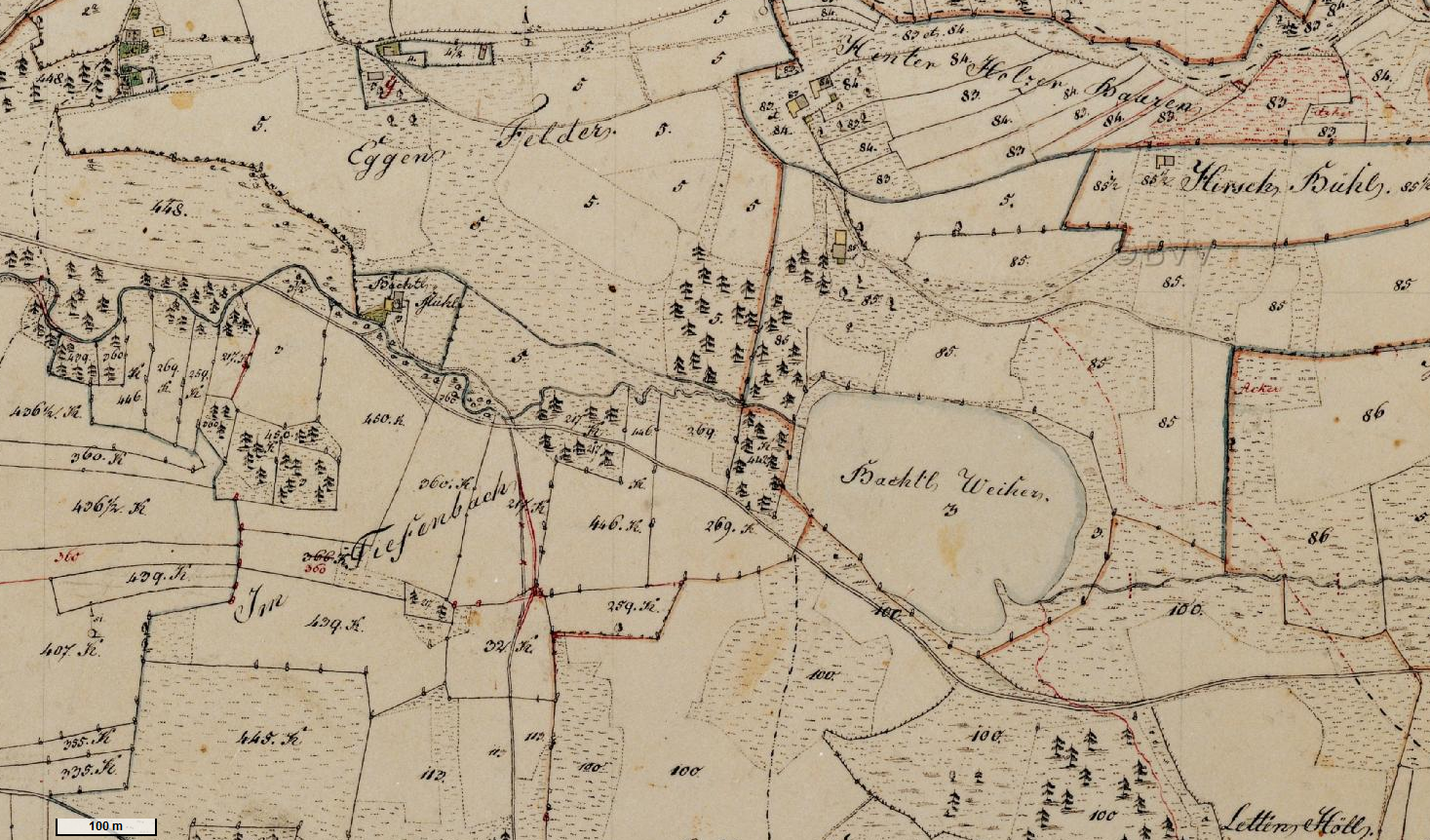
Historische bayerische Flurkarte mit eingetragenen Flurnamen

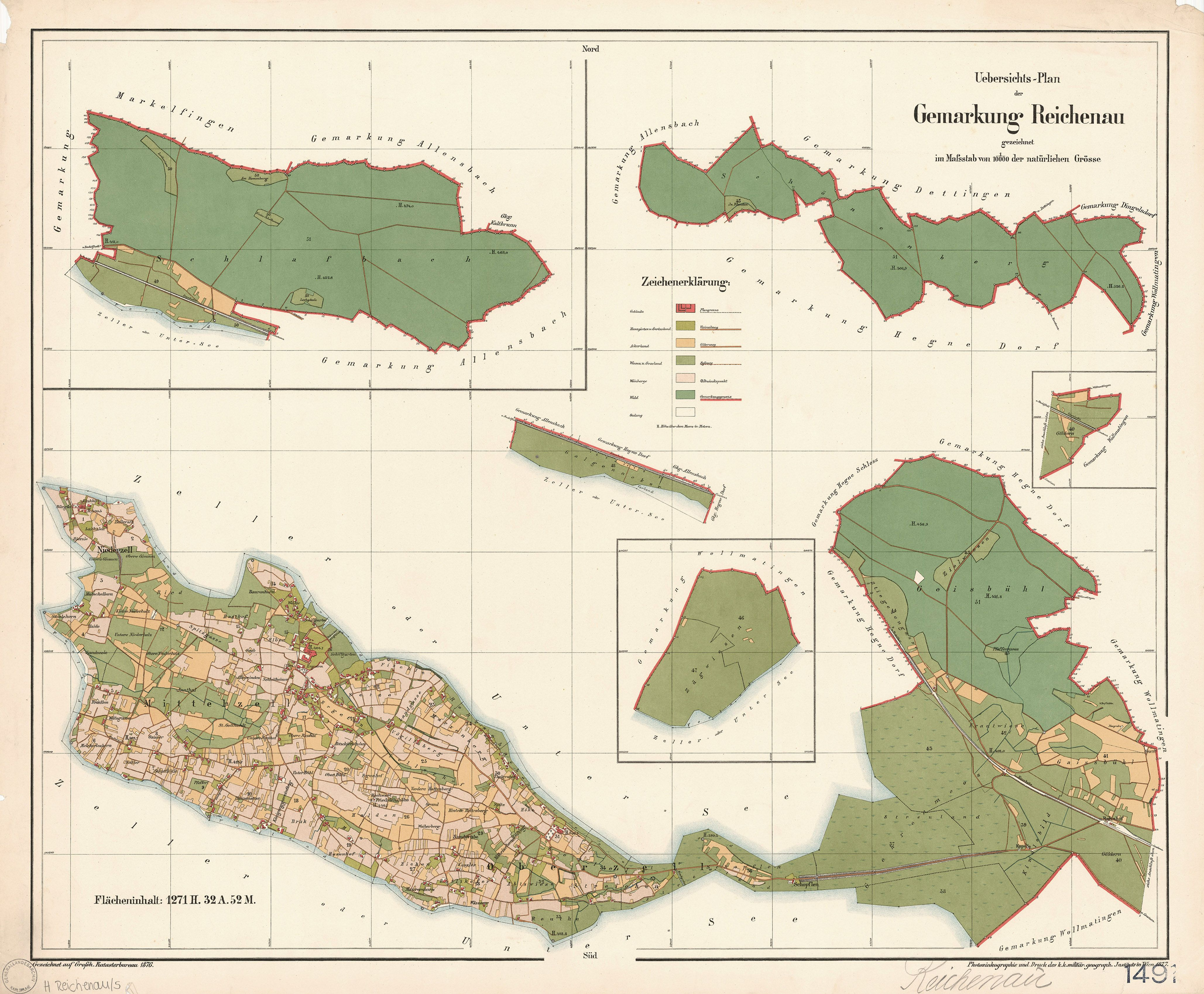
Gemarkungsplan von Reichenau (1876) mit Flurnamen

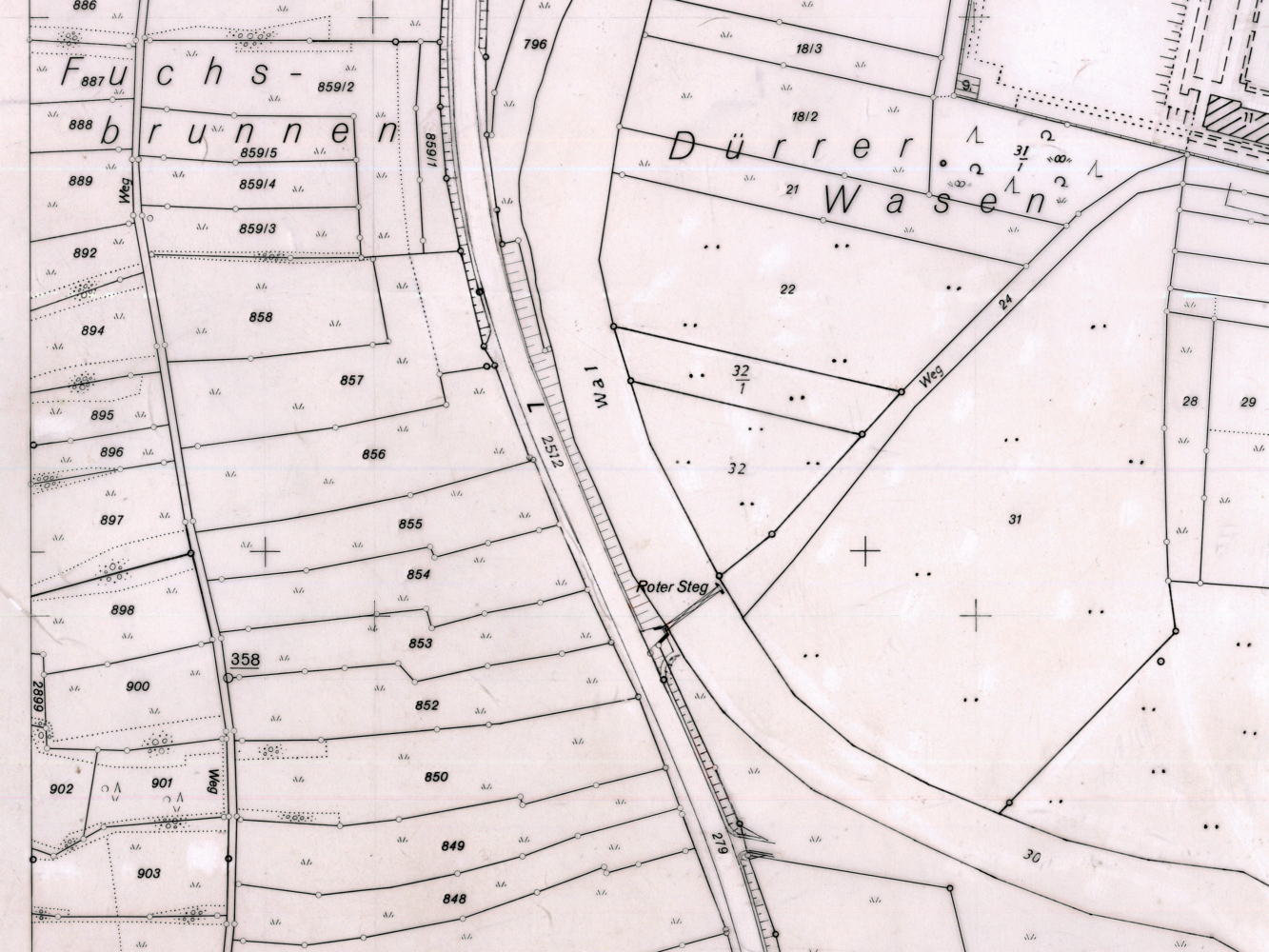
Flurnamen auf Flurkarte aus Baden-Württemberg

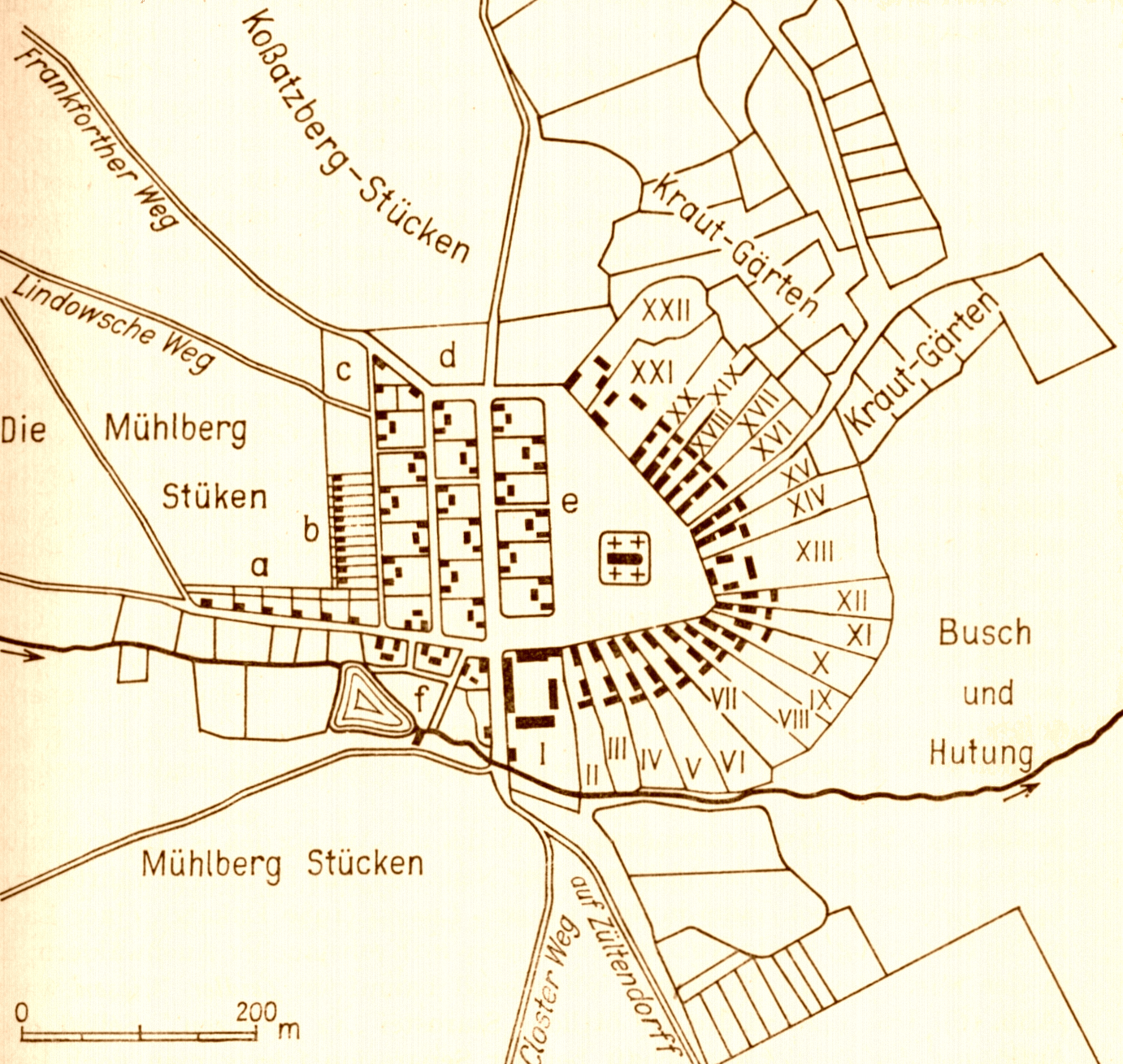
Flurnamen auf historischer Flurkarte des 18. Jahrhunderts aus Brandenburg

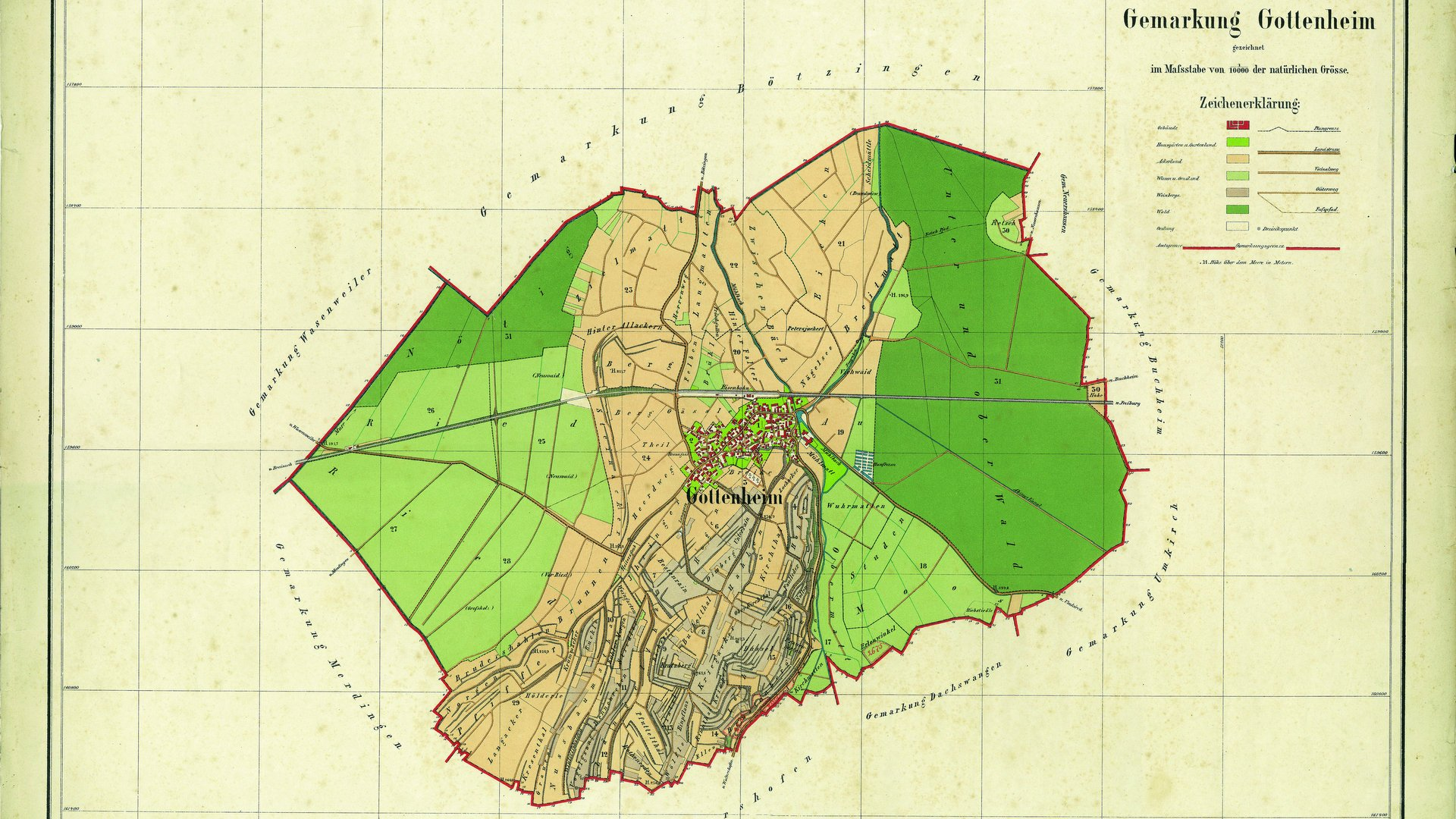
Karte von Gottenheim mit Flurnamen (1883)

Karte mit Flurnamen des Saterlandes

Ein Flurname, in Österreich auch Riedname, ist die namentliche Bezeichnung (Flurbezeichnung) eines kleinräumigen Teils der Landschaft (Flur). Flurnamen teilen das Gelände ein und tragen zur Orientierung und Identifizierung bei. Flurnamen kennzeichnen die kleineren und kleinsten geografischen Einheiten wie Weiden, Wiesen, Äcker, Fluren und Gewanne wie auch Wälder und Auen. Die Namen von Bergen und Gipfel sowie Täler bilden die Namenklasse der Oronymika und können zu den Flurnamen im weiteren Sinn gezählt werden.  

## Der Flurname als geografischer Name
Flurnamen sind geografische Namen (in der Schweiz auch Lokalnamen genannt, welche jedoch auch Siedlungsnamen umfassen), die von den ansässigen Bewohnern geprägt und oft ohne schriftliche Fixierung im örtlichen Sprachgebrauch weitergegeben wurden. Die Namensgruppe der Flurnamen besitzt eine große Vielfalt und einen vielseitigen Zeugniswert. Der in ihnen vorhandene appellativische Wortschatz ist reicher und differenzierter als z. B. bei Siedlungsnamen (Ortsnamen i. e. S.). Die Flurnamenforschung oder Flurnamenetymologie ist Teil der Ortsnamenforschung (Toponomastik), der allgemeinen Beschäftigung mit Namen in der Geografie.

## Flurnamen im Vermessungswesen
Im Vermessungswesen bezeichnet man als Flurname im engeren Sinne Gruppen von land- oder forstwirtschaftlich genutzten Grundstücken (Flurstücken, Parzellen) in den Gemarkungen der Gemeinden, die in ihrer Flurform eine Einheit bilden. Diese auf Eigentums- und Gemeinderecht und -grenzen basierende Definition unterscheidet sich damit von der ursprünglichen historischen, in der im Allgemeinen weder Eigentumsrechte noch Grundstücks-, Gemeinde- oder auch Ländergrenzen relevant sind. In der durch Nutzung geprägten Kulturlandschaft treffen sich die beiden Begrifflichkeiten oft (etwa im Namen eines speziellen Ackers, eines Waldstücks oder einer Alm/Alpe).

## Der Flurname als Gebrauchsname
Flurnamen sind und waren vor allem Gebrauchsnamen. Sie sind in der Regel nur innerhalb einer Stadt oder eines Dorfes bekannt. Nur durch die eindeutige Benennung können Verwaltung (Kataster), Besitzverhältnisse (Grundbücher) oder Landnutzung (Nutzungsart) geregelt werden. Flurnamen dienen dazu, den Ort, das heißt die Lage eines Flurstückes innerhalb der Gemarkung eindeutig zu identifizieren. Hierzu ein Beispiel aus Mittelhessen.
- Beispiel: Acker von Karl Müller, Hausname „Gehanns“, in der Flur „vor der Heege“, wird bezeichnet (auf Hochdeutsch) als „Gehanns Karl sein Acker vor der Heege“. Der Name des Besitzers wird dabei mit der Nutzungsart des Grundstückes verbunden, dem betreffenden Grundstück vorangestellt.

Dies galt insbesondere für Parzellen, die der Realteilung unterlagen und daher oft nur eine Generation lang demselben Besitzer gehörten. Wurde hingegen das Anerbenrecht ausgeübt, blieben die Grundstücke ungeteilt. Dann wurde der Besitzer namentlich nicht genannt und das Grundstück nur mit dem Hofnamen/Hausnamen verbunden.
- Beispiel: Ackerland, das zum Hof mit dem Namen „Menn“ gehörte, in der Flur „Auf der Bette“, hieß dann „Menn-Acker auf der Bette“. Sehr große Grundstücke, die zum Hof gehörten, hatten manchmal auch einen eigenen Flurnamen, so beispielsweise „Menn-Keschbeem“.

Flurbezeichnungen eines Bauernhofes gehören zu den häufigsten etymologischen Wurzeln von Familiennamen im Deutschen. In ländlichen Gebieten insbesondere des Alpenraums und des Voralpenlandes sind diese  Hofnamen sogar noch heute in Telefonbüchern verzeichnet.

## Anforderungen an die Schreibweise von Flurnamen auf Plänen und Karten
- Richtlinien formulieren für die Schreibweise der Flurnamen auf Plänen und Karten eines bestimmten Gebietes.
- Vertikale Koordination beachten: Die gewählte Schreibweise soll auf allen Plänen und Karten eines bestimmten Gebietes in allen Maßstäben dieselbe sein.
- Die gewählte Schreibweise auf späteren Ausgaben der Pläne und Karten unverändert belassen, damit keine Missverständnisse entstehen.[2]

## Etymologie der Flurnamen
Großräumige Flurnamen oder Lagebezeichnungen sind meist über Jahrhunderte überliefert. Flurnamen, die bis in die Vor- und Frühgeschichte zurückreichen, sind eher selten, wenn man von Flussnamen oder Namen markanter Berge absieht. Manchmal schimmert in den Endsilben noch eine sehr alte Bezeichnung durch.
In den Flurnamen spiegeln sich alle historischen und sprachlichen Entwicklungen wider. Viele kleinräumige Flurnamen entstanden erst nach der Aufhebung der Dreifelderwirtschaft und nach Aufgabe der Feld- und Weidewirtschaft sowie nach Aufhebung der Allmende nach 1800. In den Regionen/Gemarkungen, wo die Realteilung des Grundbesitzes praktiziert wurde, entstanden dadurch viele neue und zusätzliche Flurnamen. Insbesondere die Attribute beim, auf, über, unter, vor und hinter deuten auf eine Besitzteilung hin. Wurde hingegen der Grundbesitz nur an einen Erben weitergegeben (Anerbenrecht), waren zusätzliche Namen nicht erforderlich. Daher gibt es in diesen Gemarkungen auch vergleichsweise weniger Flurnamen.
In den Flurnamen spiegeln sich aber auch die topografischen Gegebenheiten. Kleinräumig strukturierte Landschaften erfordern mehr Flurnamen. In Bergregionen etwa, wo schon kleine Unterschiede in der Lage eines Flurstücks unterschiedliche landwirtschaftliche Behandlung (Saatzeitpunkt, Mahd usw.) erfordern, finden sich auch kleinräumigere Flurnamen.
Flurnamen kann man nur etymologisch erklären, wenn man sich mit der Zeit ihrer Entstehung auseinandersetzt. Wer mehr als nur einfache Begriffe aus den Flurnamen herausinterpretieren will, geht meist fehl. Jedem Flurnamen liegt ein Benennungsmotiv zugrunde, ein Merkmal, das diesem bestimmten Ort anhaftet. Zum Zeitpunkt der Entstehung wurde dieses Merkmal mit dem damals gängigen Vokabular beschrieben. Das heißt, der Name entstand aus der vor Ort gesprochenen Mundart und wurde so überliefert und weitergegeben. Die Bedeutung des Namens blieb dabei erhalten, der Wortschatz, die Aussprache und die Schreibweise haben sich jedoch verändert.
Als man im 19. Jahrhundert die Flurnamen schriftlich festlegte (katasteramtliche Schreibweise), wurden – aus Sicht des Etymologen – schlimme Fehler gemacht. Namen wurden entstellt und wurden so für die Forschung unbrauchbar, da sie in der „verhochdeutschten“ Form zu unsinnigen Deutungen führen. Dabei lässt sich die Bedeutung des Namens bei der Schicht der jüngeren Flurnamen mit der vor Ort gesprochenen Mundart in den meisten Fällen noch hinreichend klären.
Erhebungen vor Ort bei älteren ortskundigen Landwirten, die noch den Dialekt beherrschen, sind oft ausgezeichnete Quellen (siehe Oral History, das Sammeln mündlicher Überlieferungen). Zu dieser Problematik gehören auch das Umfeld der „Eindeutschungen“ und entsprechende Vorgänge in anderen Sprachen, die in den politischen Konflikten der letzten Jahrhunderte begründet sind.
Diverse Flurnamen oder deren Komponenten haben je nach Region einen althochdeutschen, altniederdeutschen, romanischen oder slawischen Ursprung – in seltenen Fällen wird sogar auf keltisches Sprachgut verwiesen – und sind daher für die Allgemeinheit kaum verständlich, zumal sie sich den Dialekten der Region entsprechend stark auseinanderentwickelt haben können.
Flurnamen sind oft auch althergebrachte Lage- oder Nutzungsbezeichnungen wie zum Beispiel „Auf der Warte“, „Vor den Tränken“, „Roßmorgen“, „In der Lache“, „Beim Klingelborn“, „Im Messflur“, „Gänseweide“, „Schafsheide“ etc. Oft haben Flurnamen Bezüge zu ehemaligen Eigentümern: „Kirchhuf“, „Bischofswiesen“, „Herrenbungert“, „Scholzenheck“.

## Heutige Flurnamen
Die Flurnamen sind im amtlichen Kartenwerk verzeichnet.
- In Deutschland sind sie in den Flurkarten der Katasterämter eingetragen, jedoch nicht immer in der vor Ort gebräuchlichen Ausdrucksweise. Diese sind wiederum aus den Brouillonkarten und den Reinkarten des 19. Jahrhunderts übernommen worden.
- In Österreich sind sie in der Österreichischen Karte (ÖK50) vermerkt. Diese führt rund 100.000 Flur-/Riednamen.[3] Sie beruht auf den drei habsburgischen Landesaufnahmen, insbesondere der 3., der Franzisko-Josephinischen Landesaufnahme 1869–1887. Daneben führen teils auch die Länder speziellere Flurnamensverzeichnisse.[4]
- In der Schweiz wird außerhalb des überbauten Gebiets auch heute noch jede einzelne Parzelle (beziehungsweise jede sogenannte Gewann) mit einem amtlichen Flurnamen benannt. Bei Zusammenfassung oder Aufteilung einer Parzelle wird auch der amtlich geltende Flurname neu bestimmt. Die Flurnamen werden von den kantonalen Vermessungsämtern in Zusammenarbeit mit den kantonalen Nomenklaturkommissionen und den jeweiligen Gemeinden festgelegt und in die Katasterplänen der einzelnen Gemeinden eingetragen. Die Schreibung der Flurnamen, die früher eine „verhochdeutschte“ war, richtet sich in den meisten Deutschschweizer Kantonen mehr oder weniger nach den Mitte des vergangenen Jahrhunderts von Guntram Saladin, damaligem Redaktor am Schweizerischen Idiotikon, vorgeschlagenen Regeln. Gemäß diesen geschieht die Notierung grundsätzlich in mundartlicher Form, aber in einer dem gewohnten, standarddeutsch basierten Schriftbild entgegenkommenden Schreibung.[5]

Die Siedlungs- und Straßenbezeichnungen in Neubaugebieten der Städte und Gemeinden, die auf ehemals landwirtschaftlich genutzten Flächen entstehen, orientieren sich häufig an den jeweiligen Flurnamen.

## Beispiele der Flurnamenetymologie
Abkürzungen: ahd. = althochdeutsch, and. = altniederdeutsch, md. = Mitteldeutsch, mhd. = mittelhochdeutsch, mnd. = mittelniederdeutsch, od. = Oberdeutsch, hd. = Hochdeutsch, lat. = Latein, slaw. = Slawisch
- almeinde, mhd. „Allmende“, „Gemeindeflur“ (Varianten: algemeinde, almeine, almeide):
Almai, Almeinde, Almeine, Algemaine, Alemende, Alimende, Almen, Alm, Almed, Elme, Elmen, Elemend, Elmend, Olm, Olmed, Olmet, Olme, Oalm, Öllmet, Walme, Welme.
- aha ahd. „Fließgewässer“, zusammen mit ouwa ahd. „Insel“ „wasserumflossenes Land“, „feuchter Grund“, „Flussinsel“ → Hauptartikel: Ache und → Hauptartikel: Auwald
- belse, mnd. In den Belsen, hieß so viel wie „inmitten von Pappeln oder Espen-Bäumen“
- biunta, ahd. „um was sich der Zaun herum windet“ (also geschlossenes Ackerland oder der Garten):
Bein, Baind(t), -point; Benn, Bende; Beu, Beune, Beunde; Bin, Binn, Binde; Bühne, Bünt, Pünt; Benge, Binge, Bingen, -binge(n); heute noch schweiz./südd. für Kleingarten[6]
- boumgart, ahd. „(Obst)baumgarten“:
Bangert, Bongert, Bungert, Banggarten, Bonggarten, Bamgarten, Bomgarten, Bumgarten, Bömgarten, Bemgarten.
- brant, brende mhd. „Brand“ → Hauptartikel: Rodungsname
- bruoh, pruoh ahd., mhd. bruoch, brôc „Sumpfland“:
Bruch, Broich, -broich, Broil, Brook, Brauck
- culmen lat. „Höhepunkt“, „Kulmination“, „Gipfel“ (zu cŏlŭmen, „Etwas Hohes“) – Kulm, Kolm, Überlagerung mit dem Namen des heiligen Koloman
- drêsch, mnd. „unangebautes Land“, „Brachland“, nicht regelmäßig genutztes, ungepflügtes Ackerland, meist am Hang liegend mit dünner Krume, wurde mehrere Jahre (10 bis 25) brach liegen lassen und als Schafweide genutzt, dann den Rasen abgeschält (abgehackt), getrocknet, die Erde ausgeschüttelt und den Rasen verbrannt, das Land umgebrochen, mit Roggen, Hafer, Hirse eingesät, danach mit Kartoffeln und dann wieder Jahre als Brache genutzt:
Driesch, Drösch, Drusch, Dreisch, Dreis, Dreusch, Dreus, Dreisk, auch mit T geschrieben
- espan, „freies, nicht eingezäuntes, der Gemeinde gehörendes Weideland“:
Espan, Eschpan, Eschbann
- fenni ahd. „Moorland“, „Moorweide“: Fenn(e), Venn, Fehn, Veen
- fluh, fluhe, flüh (flühli), flühe (flüheli), flue, flueh, flüe (flüeli), flüeh (flüehli); auch flieli → Hauptartikel: Fluh
- gard, gart ahd. „das Geschützte“ → Hauptartikel: Garten
- haga(z) germ. („Umzäunung“, „Gehege“) → Hauptartikel: Hag
- hauw mhd. Hauung, „Niederwald“ → Hauptartikel: Rodungsname
- hut „Hutung“:-hut, -hude
- lanfer, lanter, lantert oftmals in Verbindung mit Landwehren
- loh, lieh, löhl bezeichnet einen Eichenbestand, in dem Gerberlohe gewonnen wurde
- luh, „Lehen“; lug, lugk slaw. „Wiese“:
Luch „Sumpfland“,
- matte, schweizerisch allgemein „Magerrasen“, die Vegetationsform „Matte“ oder „Alm (Bergweide)“: -matt, Matte, Matten
- moos „Moor“:
Mais, Meis; Mias, Mies, Mis, Misse; Moos, -moos, Mös, Mösl, Möse(n); Gmös; Müsse,
- plan slaw. „Anger“ (Dorfplatz, die gemeinschaftlich als Wiese genutzt wird)
- ried, nd. reet „Röhricht“, „Moor“:
Ried, -rieth (u. U. auch zu Rodung, siehe Rodungsname)
- roden, nd., reuten od. „Rodung“ (Entfernen der Bäume mitsamt der Wurzel) → Hauptartikel: Rodungsname
- senge, mhd. „Brandrodung“ → Hauptartikel: Rodungsname
- schlag, oft von Schlagbaum (-schlag, -slag) in Verbindung mit Straßendurchgängen in Landwehren, auch von mhd. „Fällung“ → Hauptartikel: Rodungsname
- schlinge, schlipp oftmals in Verbindung mit Straßendurchgängen in Landwehren
- stiften, mhd. „spenden“ → Hauptartikel: Stiftung → Hauptartikel: Rodungsname
- stoc(h) ahd. „Stubben“ → Hauptartikel: Rodungsname
- swenden, prät. swante, swande mnd. „Schwendung“ → Hauptartikel: Rodungsname
- wang, ahd. „eingezäunte Wiese“, „Hag“ (vergl. Folkwang, schwedisch -vång): Wang, -wang, Wangen

Weitere Flurnamen finden sich auch in den Listen des Artikels Ortsname.